# Präsidentschaftswahl in Usbekistan 2000

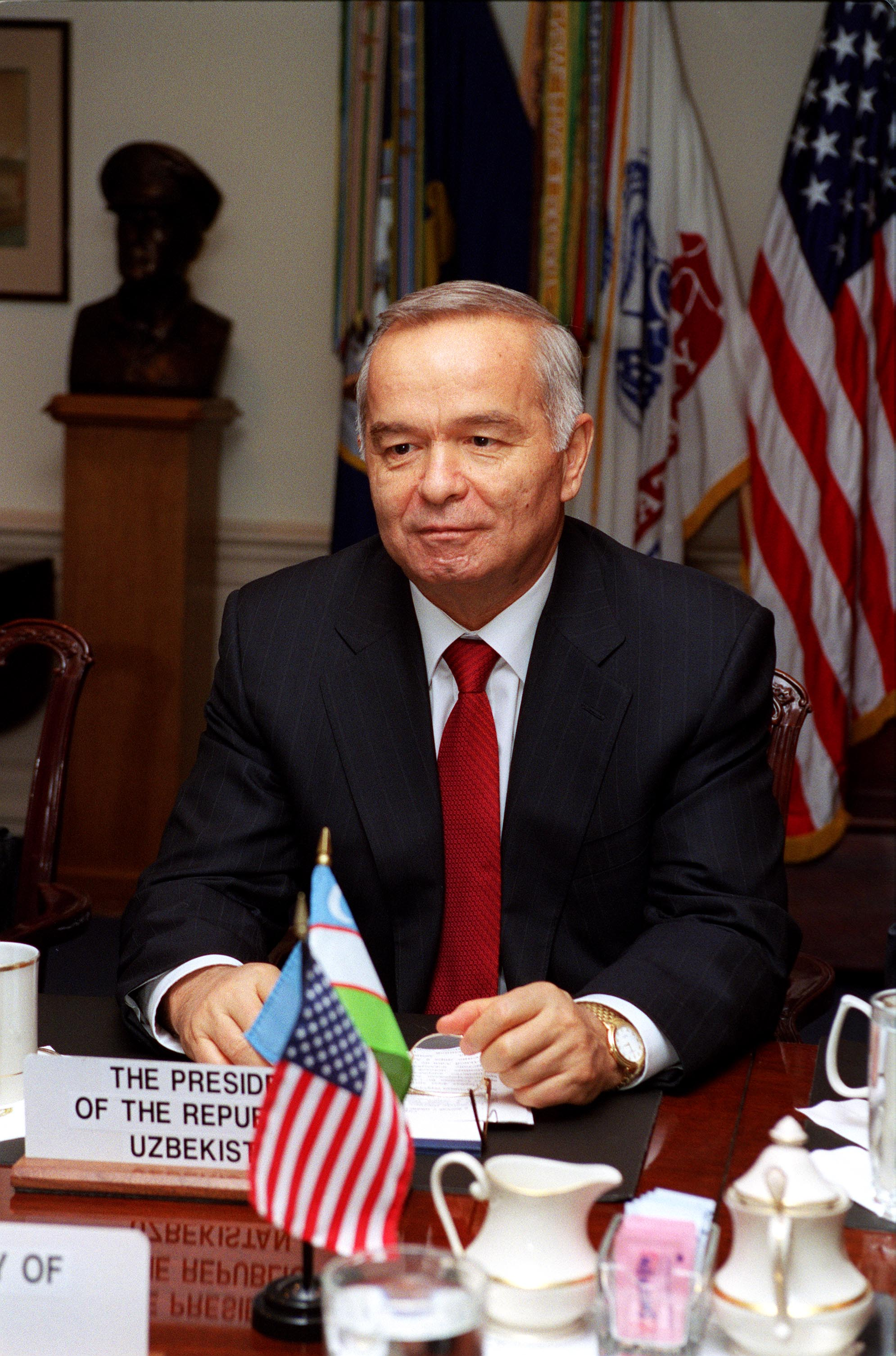
Amtsinhaber und Wahlsieger Islom Karimov (2002)

Die Präsidentschaftswahl in Usbekistan 2000 wurde am 9. Januar 2000 abgehalten und war die zweite Präsidentschaftswahl in der Geschichte des unabhängigen Usbekistan. Wahlsieger wurde der Amtsinhaber Islom Karimov, der seit der Präsidentschaftswahl in Usbekistan 1991 als erster Präsident Usbekistans im Amt war.

## Hintergrund
Karimov war 1991 mit 86 % der abgegebenen Stimmen zum Präsidenten des jungen Staats Usbekistan gewählt worden. Bereits diese erste Präsidentschaftswahl in der Geschichte Usbekistans wurde von ausländischen Beobachtern und der usbekischen Opposition massiv kritisiert. Nach der Wahl festigte Karimov seine Machtposition und verlängerte seine Amtszeit durch ein Referendum im Jahr 1995 bis zum Jahr 2000, sodass erst neun Jahre nach der ersten die zweite Präsidentschaftswahl in Usbekistan abgehalten wurde. Wenige Wochen vor der Präsidentschaftswahl wurde die Parlamentswahl in Usbekistan 1999 abgehalten, die ebenfalls von der Unterdrückung von Oppositionsparteien und mangelndem Pluralismus gekennzeichnet wurde.

## Kandidaten
Karimov war 1991 noch als Kandidat der Volksdemokratischen Partei Usbekistans zum Präsidenten gewählt worden, 2000 kandidierte er hingegen für die Partei Fidokorlar, die durch ihre regimefreundliche Ausrichtung bereits bei der vorangegangenen Parlamentswahl zur zweitstärksten Kraft aufsteigen konnte. Der einzige Gegenkandidat, Abdulhafiz Jalolov, wurde von der Volksdemokratischen Partei nominiert, die ebenfalls hinter ihrem ehemaligen Parteivorsitzenden und Präsidenten Karimov stand. Kandidaten der Opposition wurden zu der Wahl nicht zugelassen, sodass es bereits im Vorfeld der Wahl keine Zweifel an dem Ergebnis dieser geben konnte. Besonders deutlich wurde der Mangel an politischem Wettbewerb als der vermeintliche Gegenkandidat Jalolov vor dem Wahltag in einem Fernsehinterview angab, er werde für Karimov stimmen. Karimov selbst versprach vor der Wahl die Einleitung umfassender wirtschaftlicher und politischer Reformen im Falle einer Wiederwahl.

## Ergebnis
Wie bereits im Vorfeld der Wahl erwartet, gewann Amtsinhaber Karimov die Wahl deutlich vor seinem loyalen Gegenkandidaten Jalolov. Bei einer Wahlbeteiligung, die nach offiziellen Angaben 95 % betrug, ergab sich folgendes Ergebnis:
| Kandidat           | Anteil der abgegebenen Stimmen |
| ------------------ | ------------------------------ |
| Islom Karimov      | 91,9 %                         |
| Abdulhafiz Jalolov | 4,2 %                          |
| ungültig           | 3,9 %                          |
| gesamt             | 100 %                          |
| Wahlbeteiligung    | 95 %                           |

Durch den Wahlsieg wurde Karimov für eine weitere fünfjährige Amtszeit bis 2005 legitimiert.

## Bewertung
Aus Protest gegen die offensichtlichen Unregelmäßigkeiten und die Unterdrückung der Opposition bei den vorangegangenen Wahlen entsandte die Organisation für Sicherheit und Zusammenarbeit in Europa keine Beobachtermission zu der Präsidentschaftswahl, verwies aber auf die politische Kultur in Usbekistan unter Karimov, die keinen politischen Wettbewerb zulasse. In einer Presseerklärung des Außenministeriums der Vereinigten Staaten wurde die Wahl als weder frei noch fair eingestuft, da sie den Wählern keine wirkliche Entscheidung geboten habe. Zudem forderten die Vereinigten Staaten Usbekistan auf, Menschenrechte und Bürgerrechte in dem zentralasiatischen Land zu stärken.

## Folgen
Nur zwei Jahre nach seinem Sieg bei der Präsidentschaftswahl ließ Karimov im Jahr 2002 erneut ein Referendum zur Verlängerung seiner Amtszeit abhalten, das diese von fünf auf sieben Jahre verlängerte. Bei der Präsidentschaftswahl in Usbekistan 2007 konnte er nach der usbekischen Verfassung offiziell nicht mehr antreten, da eine dritte Amtszeit in Folge dieser widersprochen hätte. Die usbekischen Wahlbehörden stellten vor der Präsidentschaftswahl 2007 jedoch offiziell fest, dass Karimovs erste Amtszeit erst 2000 begonnen hatte, obwohl dieser bereits von 1991 bis 2000 im Amt des Präsidenten war. So wurde eine erneute Kandidatur Karimovs 2007 und damit sein langfristiger Machterhalt gesichert.